# Gofna
Gophna o Gofna fou una ciutat de Palestina al territori de la tribu de Benjamí, capital d'una de les deu toparquies (Toparquia Gofnítica). Josefus l'esmenta com la segona en importància després de Jerusalem. El seu nom vol dir "un vi". Era a uns 22 km de Jerusalem en direcció a Neàpolis o Nablús.
Fou una de les quatre ciutats conquerides per Cassius però fou declarada lliure per Marc Antoni després de la batalla de Philippi.
Fou conquerida per Vespasià a la darrera campanya a Palestina i quan Titus marxà cap a Jerusalem per Cesarea i Samària passà per la ciutat.
És l'actual Jufna.